# Тарку
Тарку́, также Тургу́, Торк (арм. Տարքու) — в армянской мифологии бог плодородия и растительности. Некоторые учёные считают, что Тарку имел хеттское происхождение.